# Catantops modestus
Catantops modestus är en insektsart som beskrevs av Heinrich Hugo Karny 1917. Catantops modestus ingår i släktet Catantops och familjen gräshoppor. Inga underarter finns listade i Catalogue of Life.